# Olympique Lyonnais 1989-1990
Questa voce raccoglie le informazioni riguardanti l'Olympique Lyonnais nelle competizioni ufficiali della stagione 1989-1990.

## Maglie e sponsor
Lo sponsor tecnico per la stagione 1989-1990 è Duarig, mentre gli sponsor ufficiali sono le69 e Faure. Le maglie presentano un nuovo motivo blu a "V".
| Manica sinistra · Maglietta · Maglietta · Manica destra · Pantaloncini · Calzettoni |

## Rosa
| N. |                    | Ruolo | Calciatore          |
| -- | ------------------ | ----- | ------------------- |
|    | Francia (bandiera) | P     | Christophe Breton   |
|    | Francia (bandiera) | P     | Jean-Philippe Forêt |
|    | Francia (bandiera) | P     | François Lemasson   |
|    | Francia (bandiera) | D     | Alexandre Bès       |
|    | Ciad (bandiera)    | D     | Romarin Billong     |
|    | Francia (bandiera) | D     | Mario Corian        |
|    | Francia (bandiera) | D     | Pascal Fugier       |
|    | Francia (bandiera) | D     | Jean-Marc Knapp     |
|    | Francia (bandiera) | D     | Laurent Lassagne    |
|    | Francia (bandiera) | D     | Bruno N'Gotty       |
|    | Francia (bandiera) | D     | Jérémie Sutter      |

| N. |                      | Ruolo | Calciatore       |
| -- | -------------------- | ----- | ---------------- |
|    | Francia (bandiera)   | C     | Jacky Colin      |
|    | Francia (bandiera)   | C     | Laurent Debrosse |
|    | Francia (bandiera)   | C     | Olivier Ferez    |
|    | Francia (bandiera)   | C     | Rémi Garde       |
|    | Francia (bandiera)   | C     | Bruno Génésio    |
|    | Francia (bandiera)   | C     | Stéphane Roche   |
|    | Francia (bandiera)   | A     | Alain Baré       |
|    | Algeria (bandiera)   | A     | Ali Bouafia      |
|    | Francia (bandiera)   | A     | François Brisson |
|    | Argentina (bandiera) | A     | Claudio García   |
|    | Zaire (bandiera)     | A     | Eugène Kabongo   |